# Campeonato Mundial de Luge de 2021
El L Campeonato Mundial de Luge se celebró en Königssee (Alemania) entre el 29 y el 31 de enero de 2021 bajo la organización de la Federación Internacional de Luge (FIL) y la Federación Alemana de Luge.
Inicialmente, el campeonato había sido otorgado a la ciudad de Calgary (Canadá), pero debido a la pandemia de COVID-19, primero fue trasladado a la ciudad canadiense de Whistler y después a la localidad alemana de Königssee.
Las competiciones se realizaron en la Pista de Königssee. Fueron disputadas 7 pruebas, 4 masculinas, 2 femeninas y una mixta.

## Medallistas
| Evento                                                  | Oro                                                                                  | Plata                                                                            | Bronce                                                                    |
| ------------------------------------------------------- | ------------------------------------------------------------------------------------ | -------------------------------------------------------------------------------- | ------------------------------------------------------------------------- |
| Masculino individual (30.01)                            | Roman Repilov · RLF · 1:37,810                                                       | Felix Loch · Alemania · 1:37,872                                                 | David Gleirscher · Austria · 1:38,027                                     |
| Masculino velocidad (29.01)                             | Nico Gleirscher · Austria · 38,375                                                   | Semion Pavlichenko · RLF · 38,416                                                | David Gleirscher · Austria · 38,417                                       |
| Doble (30.01)                                           | Toni Eggert · Sascha Benecken · Alemania · 1:39,931                                  | Tobias Wendl · Tobias Arlt · Alemania · 1:40,086                                 | Andris Šics Juris Šics Letonia 1:40,591                                   |
| Doble velocidad (29.01)                                 | Tobias Wendl · Tobias Arlt · Alemania · 39,126                                       | Andris Šics Juris Šics Letonia 39,140                                            | Toni Eggert · Sascha Benecken · Alemania · 39,161                         |
| Femenino individual (31.01)                             | Julia Taubitz · Alemania · 1:41,132                                                  | Natalie Geisenberger · Alemania · 1:41,447                                       | Dajana Eitberger · Alemania · 1:41,604                                    |
| Femenino velocidad (29.01)                              | Julia Taubitz · Alemania · 39,101                                                    | Anna Berreiter · Alemania · 39,112                                               | Dajana Eitberger · Alemania · 39,300                                      |
| Equipo mixto femenino ind. masculino ind. doble (31.01) | Austria · Madeleine Egle · David Gleirscher · Thomas Steu · Lorenz Koller · 2:43,139 | Alemania · Julia Taubitz · Felix Loch · Toni Eggert · Sascha Benecken · 2:43,177 | Letonia Kendija Aparjode Artūrs Dārznieks Andris Šics Juris Šics 2:43,571 |

## Medallero
| Núm. | País     | Oro | Plata | Bronce | Total |
| ---- | -------- | --- | ----- | ------ | ----- |
| 1    | Alemania | 4   | 5     | 3      | 12    |
| 2    | Austria  | 2   | 0     | 2      | 4     |
| 3    | RLF      | 1   | 1     | 0      | 2     |
| 4    | Letonia  | 0   | 1     | 2      | 3     |
|      | TOTAL    | 7   | 7     | 7      | 21    |